# ファーストアルバム（仮）
『ファーストアルバム（仮）』（ファーストアルバムかっこかり）は、2013年1月30日に発売されたアップアップガールズ（仮）の1stアルバム。

## 構成
全15曲収録。1stシングル「Going my ↑」から7thシングル「UPPER ROCK/イチバンガールズ!」まで、アップフロントワークスからリリースした7枚のシングルの表題曲10曲が収録されており、ベスト・アルバム的要素をもっている。

## リリース
2012年12月15日にラフォーレミュージアム六本木で開催された単独ライブアップアップガールズ（仮） 2nd LIVE 六本木決戦（仮）にて、『ファーストアルバム（仮）』リリースを発表した。
12月28日にはオフィシャルブログでジャケット写真が公開された。翌2013年1月30日にはアルバムが発売され、配信も開始された。

## 収録曲
1. overture（仮）（1分07秒）[10]
作曲・編曲：michitomo[11]
「ライヴの登場曲」[12]
2. イチバンガールズ!（3分52秒）[10]
作詞・作曲・編曲：michitomo
7thシングル曲。メンバーの佐保明梨は、歌詞が良く、「“よし!”って気合が入る曲です」とコメントしており[12]、アルバムの中で特に印象に残っている曲だと述べている[12]。
3. Going my ↑（5分14秒）[10]
作詞：大華奈央香、作曲・編曲：michitomo
1stシングル曲。フリーライターの南波一海は、シングル・バージョンとは音質が変化しており「低音の鳴りがまるで異なる」と評している[13][注釈 1]。
4. UPPER ROCK（5分01秒）[10]
作詞・作曲・編曲：michitomo
7thシングル曲。メンバーの古川小夏がイントロで「盛り上がる〜ぞ〜」と叫んでいる曲で、古川はアルバムの中で特に印象に残っている曲だと述べている[12]。
5. マーブルヒーロー（4分28秒）[10]
作詞・作曲・編曲：PandaBoY
5thシングル曲。アオハル 2月の歌「アオハルヒーロー〜マーブルヒーロー〈アオハル〉version〜」の元歌[14]。
6. バレバレI LOVE YOU（4分37秒）[10]
作詞：NOBE、作曲・編曲：michitomo
2ndシングル曲。フリーライターの南波一海は、シングル・バージョンとは音質が変化しており「低音の鳴りがまるで異なる」と評している[13][注釈 1]。
7. メチャキュン♡サマー ( ´ ▽ ` )ノ（4分00秒）[10]
作詞：NOBE、作曲・編曲：michitomo
4thシングル曲。メンバーの佐藤綾乃がメインとして起用された曲であり、佐藤はアルバムの中で特に印象に残っている曲だと述べている[12]。
8. 夕立ち!スルー・ザ・レインボー（4分07秒）[10]
作詞・作曲・編曲：fu mou
3rdシングル曲。メンバーの森咲樹は、「メロディラインが大好きで」「歌詞にメッセージ性があり」「落ち込んでるときに勇気が出て」と評しており、アルバムの中で特に印象に残っている曲だと述べている[12]。
9. なめんな!アシガールズ（3分47秒）[10]
作詞：オノダヒロユキ、作曲・編曲：y0c1e
5thシングル曲。メンバーの仙石みなみが好きな戦国時代をテーマとした曲であり、仙石はアルバムの中で特に印象に残っている曲だと述べている[12]。
10. アッパーカット!（4分51秒）[10]
作詞・作曲・編曲：PandaBoY
3rdシングル曲。グループの代表曲と評されることがある曲[15]。
11. End Of The Season（4分27秒）[10]
作詞・作曲・編曲：RAM RIDER、編曲補：Koichiro
6thシングル曲。メンバーの新井愛瞳は、2012年の夏を思い出す曲であり、アルバムの中で特に印象に残っている曲だと述べている[12]。
12. サイリウム（5分18秒）[10]
作詞：大華奈央香、作曲・編曲：michitomo
4thシングルのカップリング曲。メンバーの関根梓は「レコーディングに関しても、初めて曲をイメージしながら歌えた曲」とコメントし、アルバムの中で特に印象に残っている曲だと述べている[12]。
13. アッパーカット!(super combo Remix)（4分56秒）[10]
michitomoによるリミックス。
14. UPPER ROCK(ScreeeeeeaMix)（5分09秒）[10]
michitomoによるリミックス。
15. PandaBoY DJ Mix（13分58秒）[10]
PandaBoYによる収録曲のDJミックス[12]。ライブ中のMCも取り込まれている[12]。

## リリース日一覧
| 地域 | リリース日    | レーベル               | 規格                   | カタログ番号 |
| ---- | ------------- | ---------------------- | ---------------------- | ------------ |
| 日本 | 2013年1月30日 | アップフロントワークス | CD                     | UFCW-1051    |
| 日本 | 2013年1月30日 | アップフロントワークス | デジタル・ダウンロード | -            |